# Palm muting
Palm muting – technika gry na gitarze polegająca na odpowiednim tłumieniu strun prawą ręką tuż przy mostku podczas kostkowania celem ograniczenia długości rozbrzmiewania dźwięku oraz nadania mu odpowiedniego (przytłumionego) brzmienia. Przy stosowaniu tej techniki na gitarze elektrycznej często stosuje się tzw. delay triolowy dający efekt biegu lub jazdy. Przykładem może być intro do utworu "Run Like Hell" brytyjskiej grupy Pink Floyd.